# Salvadora intermedia
Espèce
Synonymes
- Salvadora intermedia richardi Smith, 1941

Statut de conservation UICN

 LC  : Préoccupation mineure
Salvadora intermedia  est une espèce de serpents de la famille des Colubridae.

## Répartition
Cette espèce est endémique de l'État d'Oaxaca au Mexique.

## Publication originale
- Hartweg, 1940 : Description of Salvadora intermedia, new species, with remarks on the grahamiae group. Copeia, vol. 1940, n. 4, p. 256-259.